# Richard Vogel
Richard Vogel est un joueur de tennis tchèque né le 13 août 1964 à Ostrava. Vainqueur du tournoi de double d'Umag en 1992.

## Carrière
1992, titré en double à Umag avec David Prinosil.
1er tour en 1989 à Roland Garros perdu contre Aaron Krickstein 6-4, 3-6, 7-5, 2-6, 0-6 et 1er tour à Wimbledon en 1991 perdu contre Jacco Eltingh 6-7(1), 7-6(6), 6-7(5), 7-6(7), 3-6.
Vainqueur d'un tournoi Challengers à Eger en 1989.

## Palmarès

### Titre en double
| No | Date       | Nom et lieu du tournoi | Catégorie    | Dotation  | Surface      | Partenaire     | Finalistes                  | Score         |  |
| -- | ---------- | ---------------------- | ------------ | --------- | ------------ | -------------- | --------------------------- | ------------- |  |
| 1  | 24-08-1992 | Croatia Open Umag      | World Series | 235 000 $ | Terre (ext.) | David Prinosil | Sander Groen Lars Koslowski | 6-3, 6-7, 7-6 |  |